# مالكا
نهر المالكا (بالروسية: Малка)، أيضاً معروف باسم نهر الباليكسو (بالروسية: Балыксу) هو نهر في قبردينو - بلقاريا، روسيا، وهو أحد روافد التيريك. يبلغ طول النهر 210 كم. تبلغ مساحة حوضه 10,000 كم2.